# ژنولوژی
زن‌شناسی، مطالعات زنان یا ژنولوژی (به انگلیسی: Jineology) (یا Feminology)، به معنای علم زنان، به جنبش اجتماعی-سیاسی فمینیستی و نیز دانشی فمینیستی گفته می‌شود که به دنبال برابری جنسیتی و رهایی زنان بوده و به عنوان فمینیسم کردی نیز شناخته می‌شود. مفهوم ژنولوژی نخستین بار توسط عبدالله اوجالان رهبر حزب کارگران کردستان (پ.ک. ک) و کنفدرالیسم جوامع کردستان (ک.ج. ک) مطرح شده و بسط تئوریک پیدا کرده‌است. اوجالان در انتقاد از قوانین قبیله‌ای و مذهبی ناموس‌پرستانه‌ای که در جوامع منطقه‌ای موجبات ستم به زنان را فراهم می‌آورند، بر این باور است که «تا زمانی که زنان آزاد نباشند، یک کشور آزاد نخواهد شد» و این سطح آزادی زنان است که تعیین‌کنندهٔ سطح آزادی یک جامعه در مقیاس کلان خواهد بود.
ژنولوژی یکی از ایدئولوژی‌هایی است که در فدراسیون دموکراتیک شمال سوریه (روژاوا) محوریت دارد.

## وجه تسمیه و تعریف
واژهٔ ژن در زبان کردی به معنای زن، و همچنین از ریشهٔ ژیان به معنای زندگی است.
عبدالله اوجالان در کتاب آزادساختن زندگی: انقلاب زنان (۲۰۱۳) می‌گوید:
محدودهٔ دگرگونی جامعه، به‌وسیلهٔ دگرگونی‌ای که زنان بدان دست یافته‌اند تعیین می‌شود. به‌طور مشابه، سطح آزادی و برابری زنان است که آزادی و برابری همهٔ بخش‌های جامعه را تعیین می‌کند… آزادی زنان برای یک ملت دموکراتیک هم اهمیت فراوان دارد، چرا که این زن آزادشده است که جامعهٔ آزادشده را ایجاد می‌کند. جامعهٔ آزادشده هم به نوبهٔ خود ملت دموکراتیک را ایجاد می‌کند. علاوه بر این، نیاز به واژگون‌سازی نقش مرد نیز اهمیتی انقلابی دارد.
ایدئولوژی آزادسازی زنان که پ.ک. ک مروج آن است، ژنولوژی را به صورت زیر تعریف می‌کند:
یک اصطلاح علمی بنیادی که شکاف‌هایی را که علوم اجتماعی رایج قادر به پر نمودن آن نیستند رفع می‌کند. ژنولوژی بر اساس این اصل استوار است که بدون آزادی زنان در جامعه و بدون یک آگاهی واقعی پیرامون زنان، هیچ جامعه‌ای نمی‌تواند خود را جامعه‌ای آزاد بنامد.
اوجالان گفته‌است که «یک کشور نمی‌تواند آزاد باشد، مادام که زنان آن کشور آزاد نیستند» و سطح آزادی زنان است که سطح آزادی جامعه را در مقیاس کلان تعیین می‌کند. برای قرار دادن این موضع در زمینهٔ محیطی آن، باید توجه کرد که ستم بر زنان هم در فرهنگ سنتی کردی و هم در منطقهٔ خاورمیانه به‌طور کلی شایع است. دولت اسلامی عراق و شام (داعش) بارزترین تجلی انقیاد زنان تحت مفهوم ناموس بوده‌است.
ژنولوژی در مقیاسی وسیع‌تر، سرمایه‌داری را نیز به عنوان یک وضعیت ضد زن در نظر می‌گیرد و بنابراین ژنولوژی یک علم ضدسرمایه‌داری به‌شمار می‌آید.

## ژنولوژی در عمل

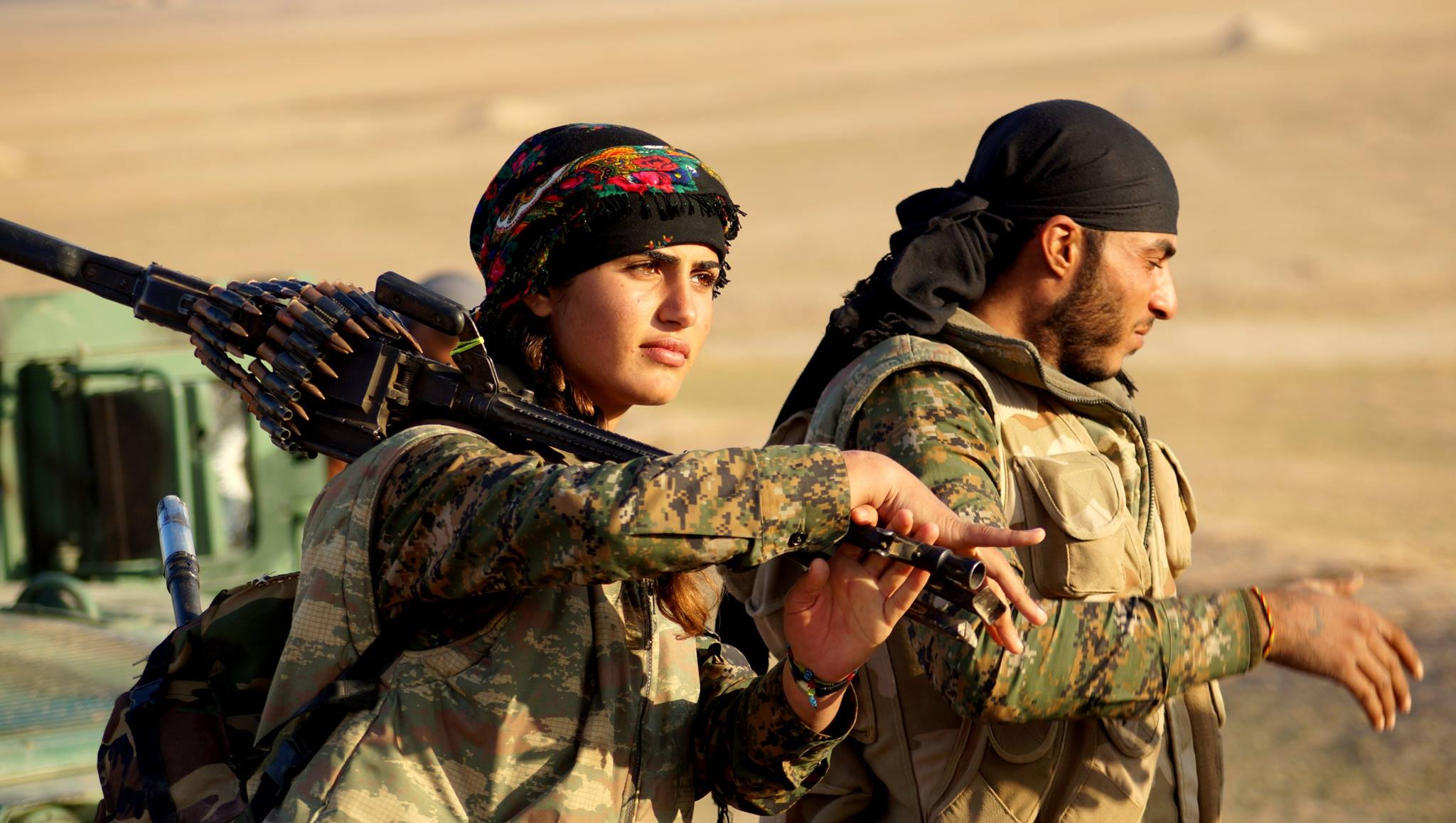
ویان آنتار فمینیست سرشناس کرد، از مبارزان یگان‌های مدافع زنان (ی.پ. ژ)

ژنولوژی یکی از مرام‌های بنیادی ملی‌گرایی کردی سازمان‌ها و احزاب عضو کنفدرالیسم جوامع کردستان (ک.ج. ک) است و به همان اندازه هم برای انقلاب اجتماعی در حال وقوع در میان مردم کرد در روژاوا محوریت دارد. روژاوا یک منطقهٔ دوفاکتو در شمال سوریه است که به وسیلهٔ حزب اتحاد دموکراتیک (پ.ی. د) اداره می‌شود که به لحاظ ایدئولوژیک به ک.ج. ک تمایل دارد. در نتیجهٔ این گرایش بوده‌است که زنان ۴۰ درصد از نیروهای شبه‌نظامی کردها در نبردهای روژاوا را تشکیل داده‌ند که این کاملاً در تضاد با رویکرد دولت اسلامی عراق و شام (داعش)، نیروهای مسلح ترکیه و ارتش آزاد مورد پشتیبانی ترکیه در جنگ داخلی سوریه نسبت به زنان بوده‌است. زنان در این راستا نیروی نظامی خودشان را تحت عنوان یگان‌های مدافع زنان (ی.پ. ژ) تشکیل داده و در کنار یگان‌های مدافع خلق (ی.پ. گ) مبارزه می‌کنند. زنان عضو ی.پ. ژ به مطالعهٔ تئوری‌های سیاسی عبدالله اوجالان می‌پردازند که بنیان ایدئولوژی گروه بر اساس آن شکل گرفته‌است. همچنین برابری جنسیتی در سیاست نیز اعمال شده و بر اساس آن در مناطقی از سوریه که توسط حزب اتحاد دموکراتیک اداره می‌شود، شوراهای سیاسی محلی برای هر یک از دو جنس، سهمی حداقل ۴۰ درصدی در نظر گرفته شده‌است و تمام سازمان‌های سیاسی، ادارات، دانشگاه‌ها و سازمان‌های نظامی دارای سیستم ریاست مشترک، توسط یک زن و یک مرد هستند. در ترکیه هم حزب مناطق دموکراتیک (ب.د. پ) و حزب دموکراتیک خلق‌ها (ه.د. پ) همین اصل برابری جنسیتی را پیاده می‌کنند و هر دو حزب دارای سیستم ریاست مشترک، یک زن و یک مرد هستند.

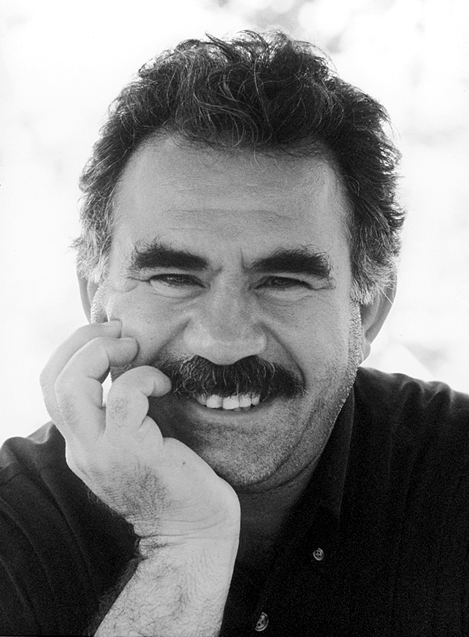
عبدالله اوجالان بنیان‌گذار ژنولوژی

برنامهٔ «تلاش برای درهم شکستن قوانین قبیله‌ای و مذهبی ناموس‌پرستانهٔ محدودکنندهٔ زنان» که مبتنی بر ژنولوژی است، در بخش‌های محافظه‌کار جامعهٔ شمال سوریه مناقشه‌برانگیز بوده‌است. توسعهٔ ژنولوژی یکی از پنج ستون جنبش زنان مرد در روژاوا است و کنگرهٔ ستار با مد نظر قرار دادن آن، به دنبال «حفاظت از یکدیگر، مقاومت در برابر داعش و تأسیس یک جامعهٔ مساوات‌گرا در وسط مناطق جنگ‌زده» بوده‌است. ژنولوژی یکی از مباحثی بوده‌است که در آکادمی کنگرهٔ ستار به صورت یک دورهٔ آموزشی ارائه شده‌است.
در مناطق کردنشین ترکیه و سوریه مراکزی وجود دارد که زنان در آن‌ها در رابطه با رهایی زنان و دفاع از خود (در رابطه با قتل‌ ناموسی، تجاوز و خشونت خانگی) آموزش می‌بینند و از قربانیان سوءرفتار خانگی حمایت می‌شود. در جامعهٔ بسیار سنتی کردستان، نقش زنان فرمانبرداری از مردان بوده‌است.
علاوه بر این حزب کارگران کردستان (پ.ک. ک)، کمیته‌ای را تحت عنوان کمیتهٔ ژنولوژی تأسیس کرده که برای تأسیس دموکراسی، سوسیالیسم، اکولوژی و فمینیسم تلاش می‌کند.